# Ráma (heraldika)
A címertanban ráma akkor jön létre, ha a pajzs szélességének 1/7-ét kitevő mesteralak keretezi a pajzsot. Borítása osztatlan pajzs esetén általában eltérő a címermező borításától, de nem kell követnie a színtörvényt, azaz fém borítású mezőre is kerülhet fém borítású ráma és szín vagy prém borításúra is színes ráma, de a borításnak eltérőnek kell lennie a pajzsmező borításától. Ritka esetben meg is egyezhet vele, de ilyen esetben más körülményeknek is támogatniuk kell azt a véleményt, hogy itt rámáról és nem a holt heraldika korában gyakran használt díszítő keretvonalról van szó. Noha a ráma mesteralak, de nem tipikus vagy valódi fő mesteralak, mert a geometriája nem befolyásolja a pajzs többi címerképének geometriáját és megkülönböztető jegyeit.

Belső ráma
Kettős ráma
Kettős belső ráma
Széles ráma, más felfogás szerint pajzsocska
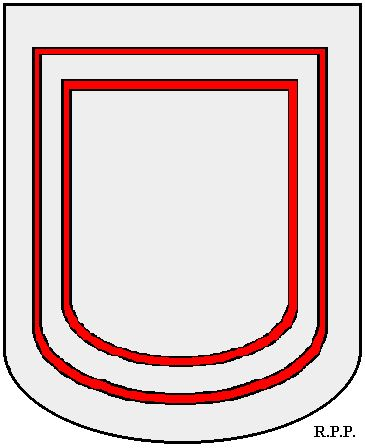
Belső ikerráma

A szélessége a szokványos 1/7-nyi pajzsszélességűtől az 1/14-nyi pajzsszélességű zsinórkeretig vagy zsinórrámáig (de: Srabbord) változhat, mely tulajdonképpen félszélességű ráma. A német heraldikában ez gyakran szolgált a rangemelés kifejezésére, az eredeti címer további kiegészítése vagy javítása helyett. Gyakran esik meg, hogy a pajzsba helyezett mesteralak azt a benyomást kelti, hogy a mezőbe egy kisebb pajzsot helyeztek. Ez azonban kiszélesített széles ráma is lehet, máskülönben pajzsocskáról (de: Schildlein) van szó.

A skót heraldika címertörési rendszere

A ráma leggyakrabban különféle módon díszített. Lehet tagolt, mesteralakokkal és címerképekkel díszített. Az alakja általában követi a pajzs formáját, de néha a belső vonalvezetése el is térhet attól. Mivel bármilyen alakú pajzs köré vonató, már a heraldika legkorábbi időszakától fogva használták a címeregyesítés, a címertörés, a törvénytelen származás, a hivatal, a rang stb. jelölésére, anélkül hogy az eredeti címer szerkezetét meg kellett volna bontani. Az újabb skót heraldikai rendszerben például a család tagjai meghatározott pajzskeretekkel különboztetik meg az ágakat a családon belül és ezeket a fiaik is öröklik, illetve a mellékágak tagjai szintén előre meghatározott mintázatú és színű pajzskeretet vesznek fel. A ráma előfordulhat mellékjegyként (de: Beizeichen) is. Például Anjou hercegei (a fiatalabb ág) Franciaország liliomos címerét vörös keretben viselték. Az porosz heraldikában a felszabadító háborúk idején a keretet kitüntetésképp adományozták.
Ha a külső és a belső szín eltérő, kettős ráma (de: doppelten Einfassung, Doppelbord) jön létre, amikor a ráma mellett még egy eltérő borítású ráma helyezkedik el. Lehet két vagy több szín által alkotott keret is.
A ráma változata a belső ráma (fr: orle, de: innere Einfassung, cs: vniřní lem), mely két osztóvonalból jön létre a pajzs vagy a mező belsejében. A külső és belső színnek azonosnak kell lennie. Többször is ismétlődhet. Ilyen pl. az ellenliliomos keret, a skót heraldika kedvelt motívuma. A belső ráma valószínűleg a különféle középkori fémmel és prémmel bevont pajzskeretekből ered. Lehet kettős belső ráma (de: doppelter Innenbord) is, amikor a két belső keret közvetlenül egymás mellé van helyezve és a színük eltérő vagy rés is lehet köztük és a színük ilyenkor megegyezhet (belső ikerráma).
A hármas ráma (de: Dreifachbord) három keret, melyek közül mindegyik másféle színű.
A megrakott ráma (de: belegter Bord) mesteralakokkal vagy címerképekkel van díszítve. (A címerleírásban ez pl. így hangzik: 'bizánciakkal megrakott ráma' vagy egyszerűen 'bizánci ráma' vagy oroszlánokkal megrakott ráma vagy oroszlános ráma.) Főleg a francia és angol heraldikában gyakori.

Felhős ráma (de: Wolkenbord)
Szegecselt ráma (de: Nagelgord), valószínűleg a középkori pajzsok szélének megerősítéséből jött létre
Bizánci ráma
Darabolt ráma
Ékelt ráma
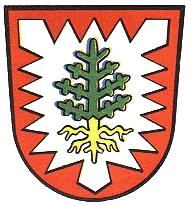
Csalánleveles ráma
Ormós ráma
Fodros ráma
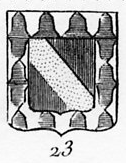
Ellenevetes ráma
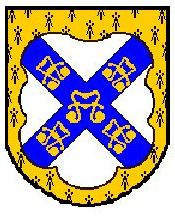
Aranyhermelin borítású hullámos ráma
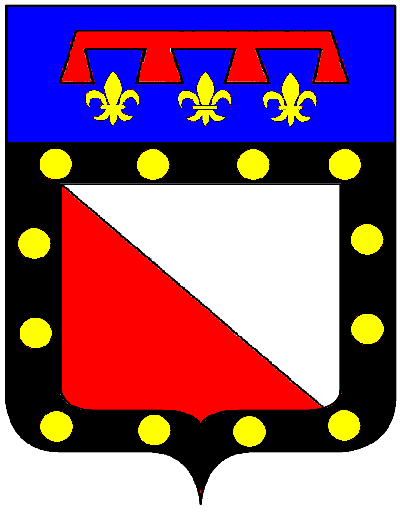
A pajzsfő alatti mezőt keretező ráma
A pajzsfő által elfedett ráma
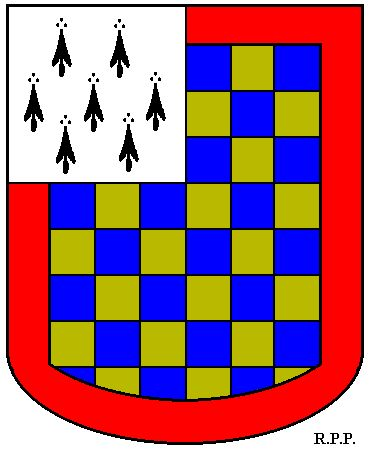
A telek által elfedett ráma
Ráma hasított pajzsban
Oroszlános ráma